# Nová Ves pod Pleší

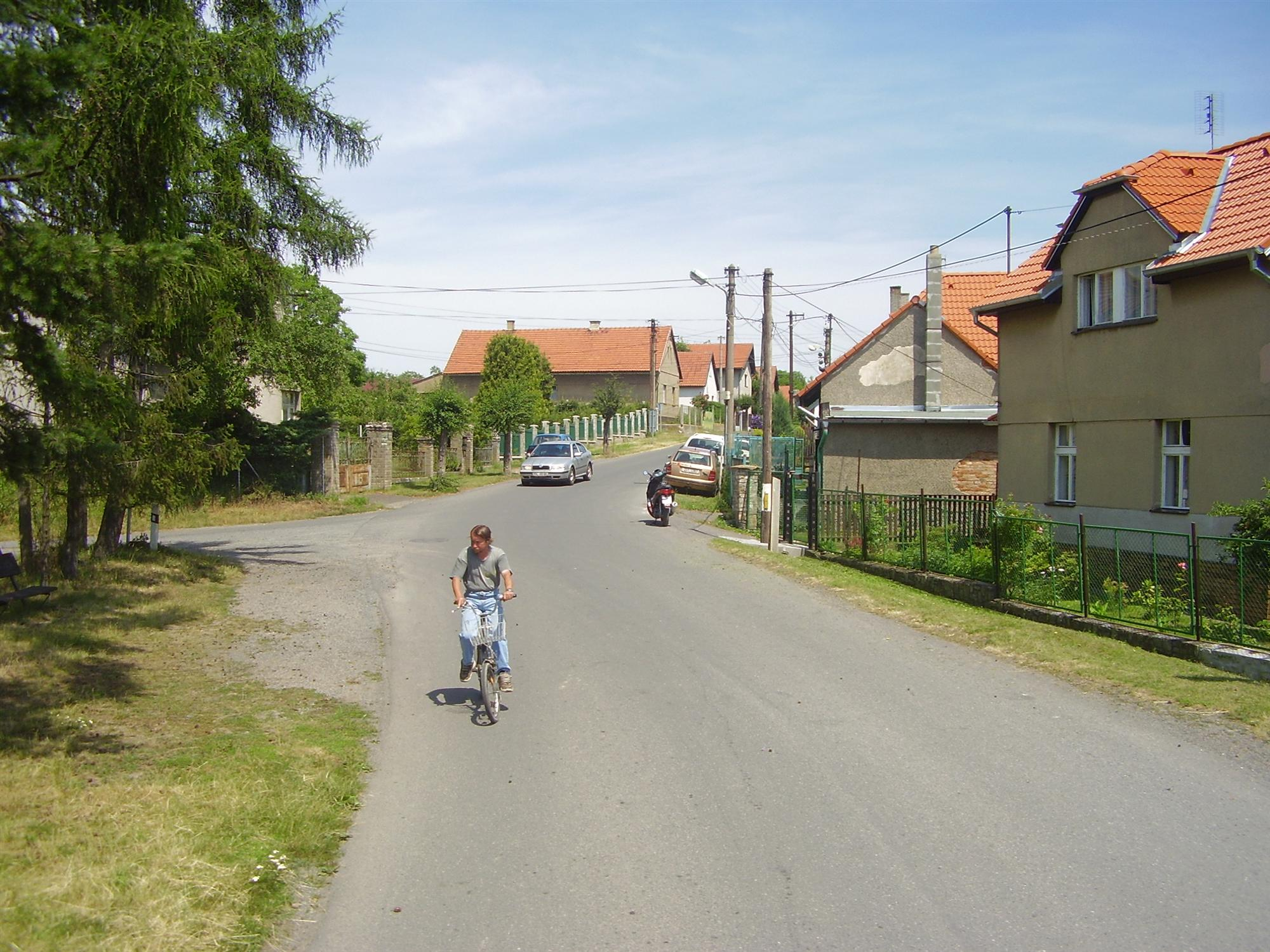
Blick von der Bahnstation in das Dorf

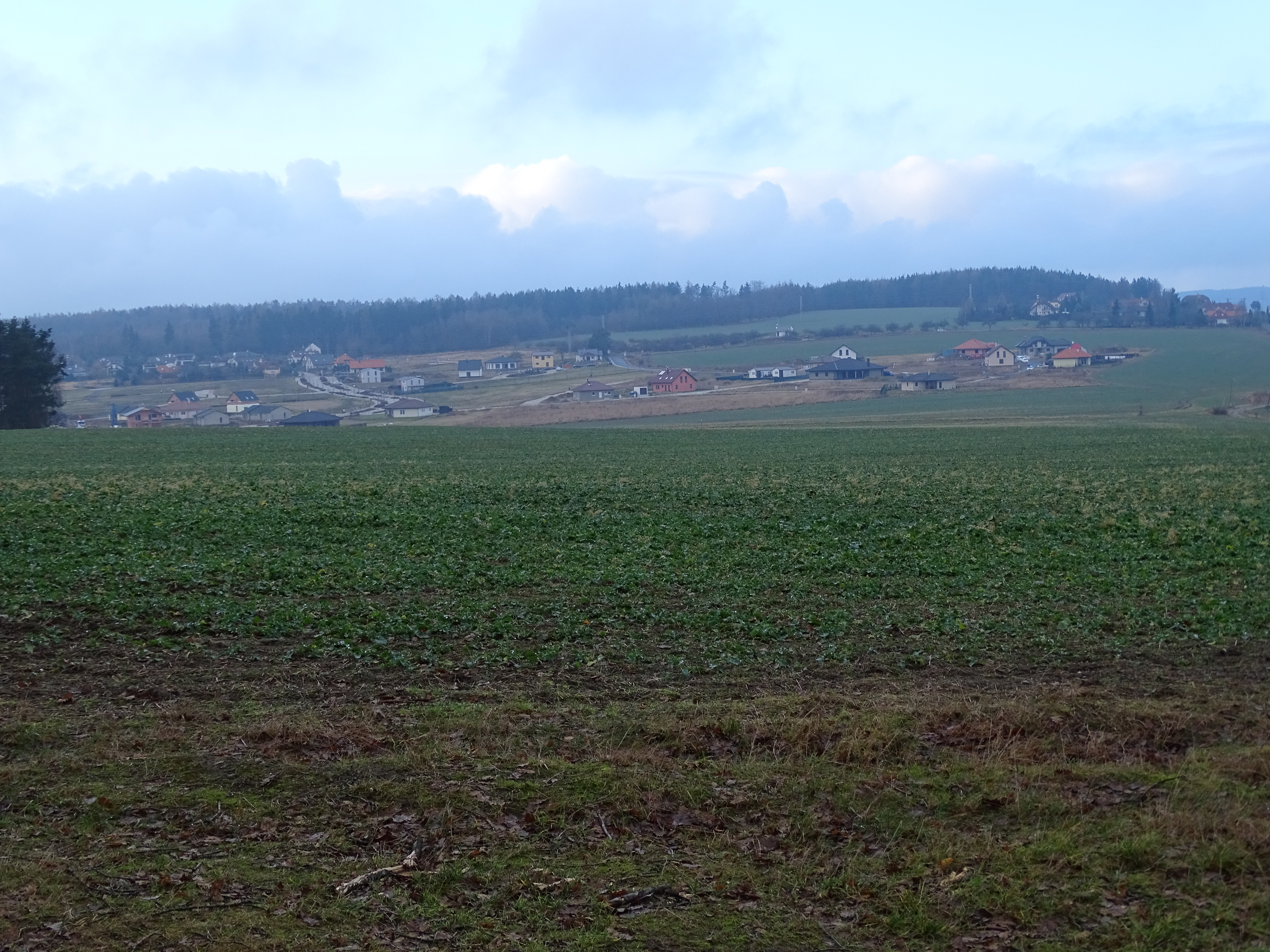
Neues Wohngebiet Včelník zwischen Nová Ves und Zahořany

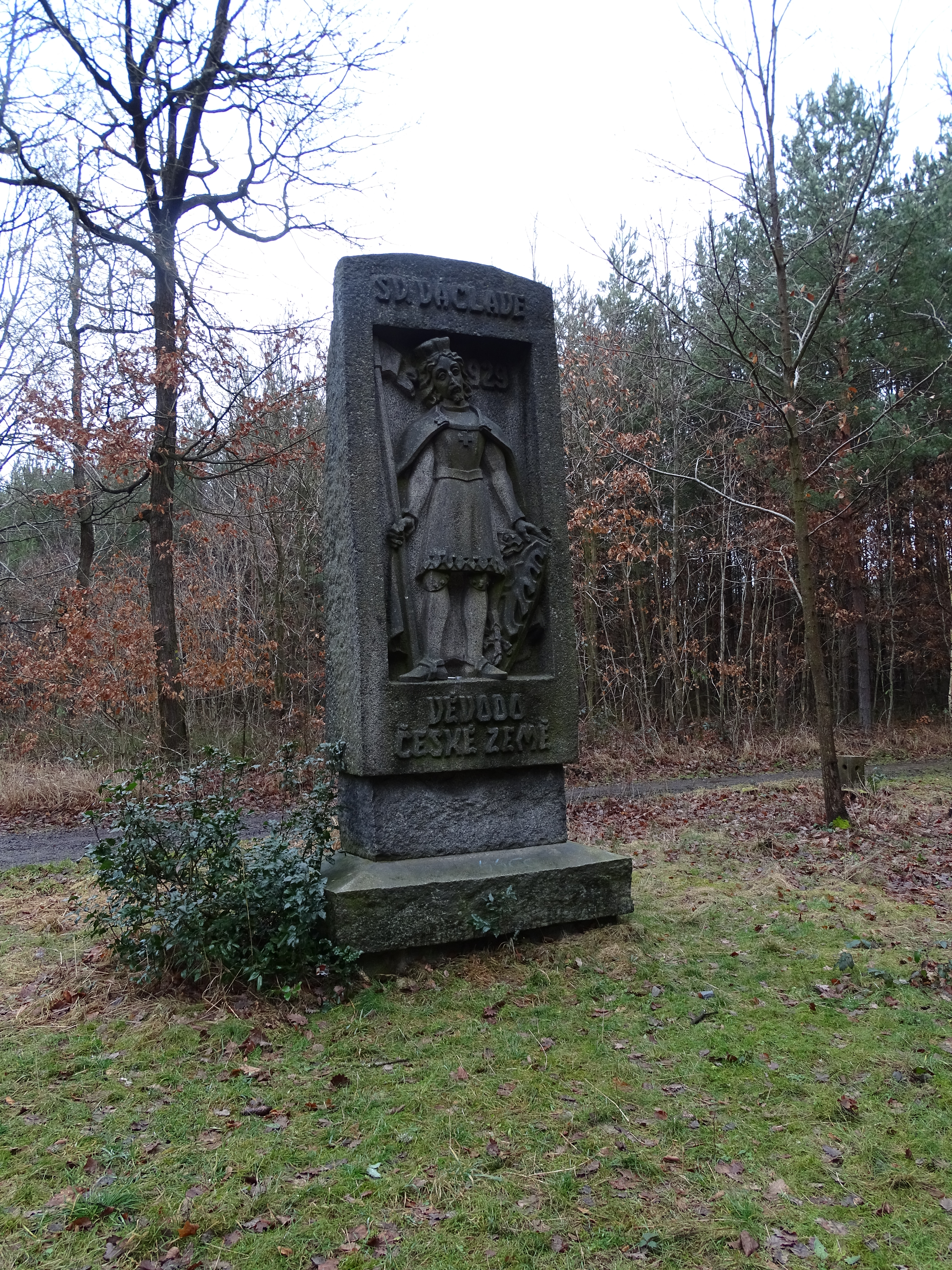
Relief des hl. Wenzel am Pleš

Nová Ves pod Pleší (deutsch Neudorf, auch Neudorf bei Mnischek) ist eine Gemeinde in Tschechien. Sie liegt fünf Kilometer südlich von Mníšek pod Brdy und gehört zum Okres Příbram.

## Geographie
Nová Ves pod Pleší befindet sich im Bojovský hřbet (Bojower Kamm), einem Teil der Dobříšská pahorkatina (Dobrischer Hügelland). Das Dorf wird vom Bach Novoveský potok (Seneschnitzer Bach) durchflossen. Nördlich erhebt sich der Na Včelníku (491 m n.m.), im Nordosten der Pleš (490 m n.m.), südöstlich die Hůrka (421 m n.m.) sowie im Westen die Malá svatá hora (482 m n.m.). Westlich von Nová Ves pod Pleší verläuft die Bahnstrecke Dobříš–Praha-Modřany, dahinter die Schnellstraße R 4. Nördlich des Dorfes befindet sich das Areal der ehemaligen 16. Flugabwehrraketenstation Včelník.
Nachbarorte sind Včelník, Horní Rymaně und Rymaně im Norden, Zahořany im Nordosten, Na Pleši, Senešnice und Malá Lečice im Osten, Velká Lečice, Za Kocábou, Spálený Mlýn und Velká Hraštice im Südosten, Malá Hraštice und Mokrovraty im Süden, Bažantnice und Voznice im Südwesten, Porostliny, Malá Svatá Hora und Chouzavá im Westen sowie Kytín, Na Pískách und Stříbrná Lhota im Nordwesten.

## Geschichte
Die erste schriftliche Erwähnung des Dorfes erfolgte im Jahre 1304. Lhota Nová Ves entstand in den böhmischen Kammerwäldern als Ansiedlung von Bergleuten, die am Pleš nach Gold gruben. Die Aufsicht über den Bergbau führte der königliche Bergmeister in Knin; die Kniner Goldlagerstätte erstreckt sich von Čisovice über Zahořany, Rymaně, den Pleš, Bratřínov, Malá Lečice, Velká Lečice, Knín, Sudovice, Kozí Hory, Libčice bis nach Mokrsko. Der älteste Teil des Ortes ist die Malá Strana am linken Ufer des Baches Novoveský potok; im Laufe der Zeit wurde das Dorf am gegenüberliegenden Hang nach Süden hin erweitert. Ab 1352 gehörte das Dorf zum neugebildeten Podbrder Kreis. Der Goldbergbau kam während der Hussitenkriege zum Erliegen; Flurnamen wie Jamky, Jámy und V struhách erinnern an die Bergbautätigkeit. 1422 überließ König Sigismund die 1421 von den Hussiten zerstörte Burg Vargač mit den zugehörigen Dörfern an Friedrich und Hans von Kolowrat. König Georg von Podiebrad kaufte die Herrschaft Vargač von Hans von Kolowrat wieder zurück und verpfändete sie 1461 an seine vier Söhne, die sie bis 1472 hielten. Anschließend war die Herrschaft an Heinrich von Schwanberg, Diepold von Lobkowicz, Ferdinand Swihowsky von Riesenberg und Ferdinand Břetislaw Swihowsky von Riesenberg verpfändet. Nach dem Tode des letzteren fiel die Herrschaft Vargač mit der Stadt Dobříš und den zugehörigen Dörfern wieder an die Böhmische Kammer heim. 
Am 14. Juni 1630 verkaufte die Böhmische Kammer die Herrschaft Dobřisch mit dem angeschlossenen Gut Heiligfeld mit Ausschluss der Jagd auf Rot- und Schwarzwild erblich an den Oberstjäger der Königreiches Böhmen, Bruno von Mansfeld und Heldrungen. Zwischen dem 22. und 23. Oktober 1639 wurde die Gegend von dem sich von Prag zurückziehenden Reiterheer des schwedischen Generals Johan Banér heimgesucht, dabei wurde Nová Ves niedergebrannt. Nachdem die schwedischen Truppen zu Weihnachten 1639 erneut in die Gegend zogen, verbargen sich die Bewohner von Nová Ves über den Winter in Kellern und den umliegenden Wäldern. Nachfolgender Grundherr war ab 1644 Franz Maximilian von Mansfeld. Im Jahre 1653 bestand Nová Ves aus 13 Bauernwirtschaften und acht Chaluppen. Dem Richter in Nová Ves oblag auch die niedere Gerichtsbarkeit für Rymaně, Zahořany und Senešnice. Die Bewohner waren zur Arbeit auf den herrschaftlichen Feldern und Wäldern sowie zum Bau und zur Unterhaltung der Passauer Straße verpflichtet. 1676 gab es in dem Dorf eine herrschaftliche Schänke, acht Bauern und zwölf Chalupner. Die 1713 in Prag ausgebrochene Pest erfasste auch Nová Ves, an der Seuche starben 20 Einwohner. Ab 1714 gehörte das Dorf zum Berauner Kreis. Im Jahre 1718 bestand Nová Ves aus 27 Häusern. Nachdem 1780 mit dem Tode von Joseph Wenzel von Mansfeld das Geschlecht im Mannesstamme erloschen war, erbte dessen Schwester Maria Isabella die Herrschaft Dobřisch. Es erfolgte die Namens- und Wappenvereinigung mit der Familie ihres Ehemannes Franz de Paula Gundaker von Colloredo-Waldsee-Mels zum Geschlecht Colloredo-Mannsfeld. Nach Maria Isabellas Tod im Jahre 1794 erbte ihr Sohn Rudolph Joseph II. die Güter. Nach dem Tode des kinderlosen Rudolf Joseph II. von Colloredo-Mannsfeld fiel die Herrschaft 1844 dessen Neffen Franz de Paula Gundaccar II. von Colloredo-Mannsfeld zu.
Im Jahre 1846 bestand Neudorf bzw. Nowawes aus 80 Häusern mit 541 Einwohnern, darunter drei jüdische und zwei protestantische Familien. Im Ort gab es ein obrigkeitliches Forsthaus; das Neudorfer Revier war eines der 20 Forstreviere der Herrschaft. Pfarrort war Mnischek. Bis zur Mitte des 19. Jahrhunderts blieb Neudorf der Herrschaft Dobřisch untertänig. 
Nach der Aufhebung der Patrimonialherrschaften bildete Nová Ves / Neudorf ab 1850 mit dem Ortsteil Senešnice eine Gemeinde im Gerichtsbezirk Dobříš. Am 28. September 1866 zerstörte ein Großfeuer zehn Bauerngüter und 20 Chaluppen in der Ortsmitte von Nová Ves. Ab 1868 gehörte die Gemeinde zum Bezirk Příbram. Beim Zensus von 1880 lebten in den 85 Häusern von Nová Ves 523 Personen. Im selben Jahre wurde die neue Straße von Nový Knín über Nová Ves nach Řevnice gebaut. Bis 1881 erfolgte der Schulunterricht in Mníšek, danach wurden die Kinder in angemieteten Räumen im Ort unterrichtet. 1883 erfolgte der Bau des Schulhauses. Am 15. Juli 1888 bildete sich eine Freiwillige Feuerwehr. Am 22. September 1897 wurde der Verkehr auf der Bahnstrecke Dobříš–Praha-Modřany aufgenommen. Danach entstanden Straßen zur südwestlich des Dorfes gelegenen Bahnstation und nach Malá Lečice. 1901 erhielt Nová Ves eine Gendarmeriestation. 1910 wurde die Straße zur Bahnstation bis nach Voznice verlängert. Beim Zensus von 1900 lebten in den 90 Häusern von Nová Ves 594 Personen; zehn Jahre später bestand das Dorf aus 96 Häusern und hatte 527 Einwohner. 
Zwischen 1908 und 1916 ließ Joseph Fürst Colloredo-Mannsfeld am Fuße des Pleš nach Plänen des Architekten Rudolf Kříženecký das erste Sanatorium zur stationären Heilbehandlung von Tuberkulose und Lungenkrankheiten in Böhmen errichten. Nach seiner Fertigstellung bildete das Sanatorium den Ortsteil Pleš. Seit 1920 führt die Gemeinde den Namen Nová Ves pod Pleší. 1922 erhielt Nová Ves pod Pleší ein Postamt, zuvor gab es in dem Ort seit 1909 eine Poststelle (poštovna). Im Jahre 1925 entstanden das neue Postgebäude und die Turnhalle des Sokol (Sokolovna). Zwischen 1926 und 1927 wurde das Dorf elektrifiziert. Im Jahre 1932 lebten in Nová Ves pod Pleší einschließlich der Ortsteile Pleš und Senešnice 1190 Menschen. Senešnice löste sich 1934 von Nová Ves pod Pleší los und bildete eine eigene Gemeinde. Während der deutschen Besetzung wurde Senešnice wieder nach Nová Ves pod Pleší eingemeindet. Ab 1949 gehörte Nová Ves pod Pleší zum neugebildeten Okres Dobříš, nach dessen Aufhebung wurde die Gemeinde 1960 wieder Teil des Okres Příbram. Zu Beginn der 1970er Jahre entstand in den Wäldern nördlich von Nová Ves pod Pleší die 16. Flugabwehrraketenstellung Včelník, sie war von 1973 bis 1985 Teil der 71. Flugabwehrraketenabteilung zur Verteidigung des Prager Luftraums und mit S-125-Raketen ausgerüstet. 1980 eröffnete ein Kindergarten. Zu Beginn des Jahres 1980 wurde Velká Lečice eingemeindet, zum 1. Juli 1990 wurde Velká Lečice wieder eigenständig. Seit 1997 nutzt die Gemeinnützige Gesellschaft "Magdaléna o.p.s." die ehemalige Raketenstellung Včelník als Sitz und Suchttherapiezentrum. Am 1. März 2001 lebten in Nová Ves pod Pleší 731 Menschen, am 31. Mai 2004 hatte die Gemeinde 757 Einwohner. In den 2000er Jahren entstand die neue Wohnsiedlung Včelník.

## Gemeindegliederung
Für die Gemeinde Nová Ves pod Pleší sind keine Ortsteile ausgewiesen. Grundsiedlungseinheiten sind Nová Ves pod Pleší, Sanatorium na Pleši und Včelník. Zu Nová Ves pod Pleší gehören außerdem die Siedlung Porostliny, die Ortslage Malá Strana sowie die Einschicht Bažantnice.

## Sehenswürdigkeiten
- Kapelle des hl. Johannes von Nepomuk, geweiht 1842
- Kastanienallee, sie wurde 1881 gepflanzt
- Gedenkstein für die Gefallenen des Ersten Weltkrieges, enthüllt 1922
- Freiheitslinde am Abzweig zur Bahnstation, gepflanzt 1918
- Krankenhaus Na Pleši, errichtet zwischen 1908 und 1916 nach Plänen des Architekten Rudolf Kříženecký als Sanatorium für Tuberkulose und Lungenkrankheiten, heute befindet sich darin das Institut für Onkologie und Rehabilitation s.r.o. der Karlsuniversität.
- Denkmal des hl. Wenzel auf dem Pleš